# Самойлова, Юлия Юрьевна
Юлия Юрьевна Самойлова (23 февраля 2007) — российская тяжелоатлетка. Бронзовый призёр чемпионата России 2025 года в категории до 45 кг. Мастер спорта России.

## Биография
Родилась 23 февраля 2007 года. Является воспитанницей экспериментальной группы Центра спортивной подготовки Ульяновской области, учащаяся Ульяновского училища олимпийского резерва.
1 июля 2024 года присвоено звание "Мастер спорта России.
В августе 2025 года на чемпионате России в Санкт-Петербурге, Юлия завоевала бронзовую медаль в категории до 45 кг с результатом 131 кг по сумме двоеборья. В упражнении рывок также стала третьей с результатом 59 кг.

## Основные результаты
| Год  | Соревнования     | Место проведения | Весовая категория | Рывок, кг | Толчок, кг | Сумма, кг | Место |
| ---- | ---------------- | ---------------- | ----------------- | --------- | ---------- | --------- | ----- |
| 2025 | Чемпионат России | Санкт-Петербург  | до 45 кг          | 59        | 72         | 131       | 3     |